# Aristolochia stenocarpa
Aristolochia stenocarpa är en piprankeväxtart som beskrevs av Carl Ernst Otto Kuntze. Aristolochia stenocarpa ingår i släktet piprankor, och familjen piprankeväxter. Inga underarter finns listade i Catalogue of Life.